# 再見足球
《再見足球》（日语：さよならフットボール）是新川直司所創作的日本足球漫畫，講述女主角恩田希在男子足球部的故事，於講談社旗下《Magazine E-no》2009年No.02至2010年No.09期間連載。《再見了，我的克拉默》為其續作。動畫電影《電影 再見了，我的克拉默 First Touch》（映画 さよなら私のクラマー ファーストタッチ）原定於2021年4月上映，其後延期至同年6月11日上映。

## 角色列表
恩田希（聲：島袋美由利）
足球部，中學二年級生。進攻中場。因就讀的中學沒有女子足球部，而加入男子足球部。
山田鐵二（聲：内山昂輝）
足球部，中學二年級生。防守中場。
竹井薰（聲：逢坂良太）
足球部，中學二年級生。前鋒。
恩田順平（聲：白石涼子）
足球部，中學一年級生。前鋒。恩田希的弟弟。
越前佐和（聲：若山詩音）
足球部，中學二年級生。恩田的兒時好友。
鮫島幸造（聲：遊佐浩二）
足球部教練。

## 出版書籍
| 卷數 | 講談社                   | 講談社                 | 東立出版社    | 東立出版社             |
| 卷數 | 發售日期                 | ISBN                   | 發售日期      | ISBN                   |
| ---- | ------------------------ | ---------------------- | ------------- | ---------------------- |
| 1    | 2010年2月17日            | ISBN 978-4-06-375872-6 | 2011年2月21日 | ISBN 978-986-486-490-4 |
| 1    | 2014年10月17日（新裝版） | ISBN 978-4-06-371445-6 | 2011年2月21日 | ISBN 978-986-486-490-4 |
| 2    | 2010年10月15日           | ISBN 978-4-06-375977-8 | 2011年4月14日 | ISBN 978-986-486-491-1 |
| 2    | 2014年10月17日（新裝版） | ISBN 978-4-06-371446-3 | 2011年4月14日 | ISBN 978-986-486-491-1 |

## 外部連結
- 漫畫官方網站（日語）
- 動畫官方網站（日語）